# Vertèbre thoracique

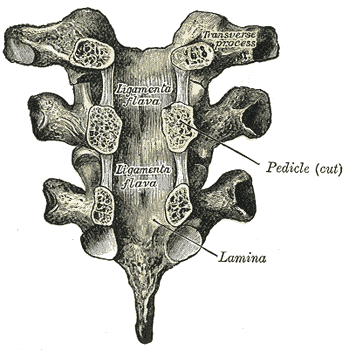
Vertèbres thoraciques

Chez l'être humain, les vertèbres thoraciques ou vertèbres dorsales sont les douze vertèbres situées au niveau de la cage thoracique entre le segment cervical et le segment lombaire de la colonne vertébrale.

## Description
Les vertèbres thoraciques sont au nombre de 12, notées T1 à T12. 
Elles s'articulent entre elles par les disques intervertébraux, leurs processus articulaires supérieurs et inférieurs et les ligaments longitudinal antérieur et postérieur.
Elles présentent la structure générale des vertèbres mais avec des caractères spécifiques.

### Corps
Le corps des vertèbres thoraciques est presque cylindrique. Aux extrémités de la région thoracique, ils ressemblent respectivement à celles des vertèbres cervicales et lombaires.
Dans la partie postérieure de son pourtour, il porte deux facettes articulaires de forme semi-lunaire, une supérieure près de la racine du pédicule et une inférieure devant l'échancrure inférieure du pédicule . Le cartilage supérieur, le cartilage inférieur de la vertèbre sus-jacente et le fibro-cartilage intervertébral reçoivent la tête d'une côte formant une articulation costo-vertébrale. 

### Pédicule de l'arc vertébral
Les pédicules sont dirigés vers l'arrière et légèrement vers le haut.
Les encoches vertébrales inférieures sont de grande taille et plus profondes que dans toute autre région de la colonne vertébrale.

### Lame de l'arc vertébral
Les lames sont larges, épaisses et imbriquées – c'est-à-dire qu'elles chevauchent celles des vertèbres sous-jacentes comme des tuiles sur un toit et se connectent avec les pédicules pour entourer et protéger la moelle épinière.

### Foramen vertébral
Le foramen vertébral est cylindrique.

### Processus épineux
Le processus épineux est long, triangulaire en coupe coronale, dirigé obliquement vers le bas et se terminant par une extrémité tuberculée. Ces processus se chevauchent de T5 à T8, mais sont moins obliques en haut et en bas.

### Processus articulaires
Les processus articulaires supérieurs ont une surface plane orientée en arrière, en haut et en dehors.
Les processus articulaires inférieurs ont la surface plane orientée en avant, en bas et en dedans.

### Processus transverse
Le processus transverse est épais et long. Il se dirige obliquement en arrière et latéralement. Il se termine par  un tubercule qui porte sur le devant une petite surface articulaire concave avec la côte. 

### Particularités individuelles

#### Vertèbre T1
La première vertèbre thoracique est une vertèbre de transition entre la colonne cervicale et la colonne thoracique. Son corps est intermédiaire entre un type cervical et un type thoracique. Latéralement on retrouve des uncus caractéristiques des cervicales. Latéralement la facette articulaire costale supérieure est entière et reçoit l'intégralité de la tête de la première côte. Ses surfaces articulaires supérieures répondent en orientation à la septième vertèbre cervicale. L'encoche des processus transverses est plus prononcée que les autres vertèbres thoraciques.

#### Vertèbre T4 et T5
Les quatrième et cinquième vertèbres thoraciques sont au même niveau que l'angle sternal.
En fonction du cycle respiratoire, elles se situent également au niveau de la bifurcation des bronches.

#### Vertèbre T9
La neuvième vertèbre thoracique peut avoir une facette articulaire costale inférieure.
Cette vertèbre est au niveau du processus xiphoïde.

#### Vertèbre T10
La dixième vertèbre thoracique a une facette articulaire costale supérieure entière de chaque côté, qui est placée en partie sur la surface latérale du pédicule et elle n'a pas de facette articulaire costale inférieure.
Chez certains individus la facette articulaire costale supérieure de T10 est une demi-facette et dans ce cas la neuvième vertèbre thoracique possède une demi facette articulaire costale inférieure.

#### Vertèbre T11
La onzième vertèbre thoracique ne possède qu'une facette articulaire costale sur le pédicule. 
Le processus épineux est court et presque horizontal. 
Les processus transverses sont très courts, tuberculés à leurs extrémités et n'ont pas de facettes articulaires.

#### Vertèbre T12
La douzième vertèbre thoracique a les mêmes caractères généraux que la onzième.
Elle  s'en distingue par ses surfaces articulaires inférieures convexes et dirigées latéralement pour répondre à celle de la première vertèbre lombaire.
Sa forme générale est intermédiaire ente une vertèbre thoracique et une vertèbre lombaire.
Les processus transverses sont subdivisés en trois élévations supérieures, inférieures et latérales, correspondant aux rudiments des processus mamillaires et accessoires des vertèbres lombaires.

## Anatomie comparée
Chez tous les mammifères, les vertèbres thoraciques sont reliées aux côtes. Leur nombre est variable de douze à quinze en moyenne, mais des espèces comme le cheval, le rhinocéros, l'éléphant ou le tapir possèdent de dix-huit à vingt vertèbres thoraciques. Certains paresseux en possèdent vingt-cinq et les cétacés neuf pour les extrêmes. La plupart des marsupiaux en ont treize, mais les koalas n'en ont que onze.